# Yolina
Yolina es un género de coleópteros adéfagos de la familia Dytiscidae. 

## Especies seleccionadas
- Yolina baerti	Bistrom 1983
- Yolina balfourbrownei	Bistrom 1987
- Yolina brincki
- Yolina chopardi	(Guignot 1950)
- Yolina elegantula
- Yolina insignis
- Yolina kongouensis	Bilardo & Rocchi 2000
- Yolina libera	Bistrom 1987
- Yolina royi fuscidorsis	Bistrom 1983
- Yolina royi royi	Bistrom 1983
- Yolina tiwaiensis	Franciscolo & Sanfilippo 1990
- Yolina wewalkai	Bistrom 1983